# Волкович Тимофій Іванович
Тимофі́й Іва́нович Волко́вич (1899—1981) — радянський військовик, учасник Другої світової війни, генерал-майор, почесний громадянин Бердичева.

## Життєпис
Народився в селі Жуково (сучасний Монастирщинський район Смоленської області у родині сільського священика. 1914 року закінчив Мстиславське духовне училище, 1917-го — Могильовську духовну семінарію.
З березня 1919 року — член РКП(б), від травня брав участь у громадянській війні в Росії, двічі зазнав поранень, з часом — офіцер РСЧА. 1927 року пройшов курси розвідників при Генеральному штабі РА. По завершенні курсів здійснював командування укріпленими районами на Далекому Сході, виконував обов'язки керівника штабу кавалерійської дивізії, інспектора піхоти військового округу. В цьому часі за зразкове виконання обов'язків нагороджений почесною грамотою та орденом «Червона Зірка».
Учасник Другої світової війни, з перших днів — у складі ДКО. В серпні 1941-го призначений на посаду командира 402-ї стрілецької дивізії. В жовтні-1941 — квітні 1942 року дивізія брала участь у Іранській операції.
Під час перебування в Ірані протягом серпня-1942 — травня 1943 року керував 75-ю стрілецькою дивізією, у червні-листопаді 1943 року — 261-ю стрілецькою.
У жовтні 1943 року 8-ма гвардійська стрілецька бригада розформовується, на основі її та 81-ї морської стрілецької й 107-ї стрілецької бригад формується 117-та стрілецька дивізія, командиром якої був призначений Лев Косоногов. 17 листопада 1943 року Лев Косоногов загинув, командиром дивізії 22 грудня призначений полковник Тимофій Волкович.
За безпосереднього керівництва Волковича дивізія під час Житомирсько-Бердичівської операції звільняла Бердичів, за що отримала звання "Бердичівська". Згодом дивізія брала участь у багатьох операціях.
У квітні 1945 року полковнику Тимофію Волковичу присвоєне звання генерал-майор. По закінченні війни Волкович і далі командував дивізією, вона розташовувалася в місті Бердичів. Згодом Волкович був прикомандирований до Військової академії ім. Фрунзе для викладацької роботи. У квітні 1948 року призначений керівником Шуйського піхотного училища. 1956 року вийшов у відставку за станом здоров'я.
Проживав у місті Боровичі Новгородської області.
Похований в Москві.

### Нагороди та вшанування
- 2 ордени Леніна
- 4 ордени Червоного Прапора
- орден Кутузова II ступеня
- орден Червоної Зірки
- медаль «XX років Робітничо-Селянській Червоній Армії»
- медаль «В ознаменування 100-річчя з дня народження Володимира Ілліча Леніна»
- медаль «За оборону Кавказу»
- медаль «За перемогу над Німеччиною у Великій Вітчизняній війні 1941—1945 рр.»
- медаль «20 років перемоги у Великій Вітчизняній війні 1941—1945 рр.»
- медаль «30 років перемоги у Великій Вітчизняній війні 1941—1945 рр.»
- медаль «За взяття Берліна»
- медаль «За визволення Праги»
- медаль «Ветеран Збройних сил СРСР»
- медаль «30 років Радянській Армії та Флоту»
- медаль «50 років Збройних Сил СРСР»
- медаль «60 років Збройних Сил СРСР»
- почесний громадянин Бердичева, 1969
- почесний громадянин Праги